# Radkovec
Radkovec je naselje v Občini Slovenska Bistrica. Ustanovljeno je bilo leta 2000 iz dela ozemlja naselja Malo Tinje. Leta 2015 je imelo 42 prebivalcev.